# 藤井レイナ
藤井 レイナ（ふじい れいな、1989年8月28日 - ）は、日本のAV女優。
趣味・特技：ショッピング、ダンス。

## 略歴
- 2010年にマキシングからAVデビュー。

## 作品

### アダルトビデオ
2010年
- 新人 藤井レイナ(2月16日、マキシング)
- Girlicious 03 feat. REINA(3月16日、マキシング)
- リアルドキュメント　藤井レイナ(4月16日、マキシング)
- 美人アスリート家庭教師　藤井レイナ(5月16日、マキシング)
- めまいするような極エロBODY　藤井レイナ(6月16日、マキシング)
- 藤井レイナ the BEST(7月16日、マキシング)
- 風俗ちゃんねる 20　藤井レイナ(7月16日、マキシング)
- 淫らな美人秘書　藤井レイナ(8月16日、マキシング)
- レイナチャンネル！　藤井レイナ(9月16日、マキシング)

### 総集編
- MAXING半期ベスト完全保存版 7(5月1日、マキシング)他出演：吉沢明歩、みひろ、木下柚花、月野りさ、花美ひな、春咲あずみ、大塚咲
- この競泳水着がスゴイ！(8月16日、マキシング) 他出演：吉沢明歩、みひろ、木下柚花、妃乃ひかり、佐山愛、成瀬心美、紺野美奈子
- されるがまま！この痴女責めがスゴい!!(9月16日、マキシング) 他出演：かすみ果穂、みひろ、木下柚花、佐山愛、みづなれい、春咲あずみ、大塚咲
- ハイファッション×エロGAL COLLECTION in HD!!(9月16日、マキシング)他出演：みひろ、吉沢明歩、晶エリー(大沢佑香、新井エリー)